# BMW M70

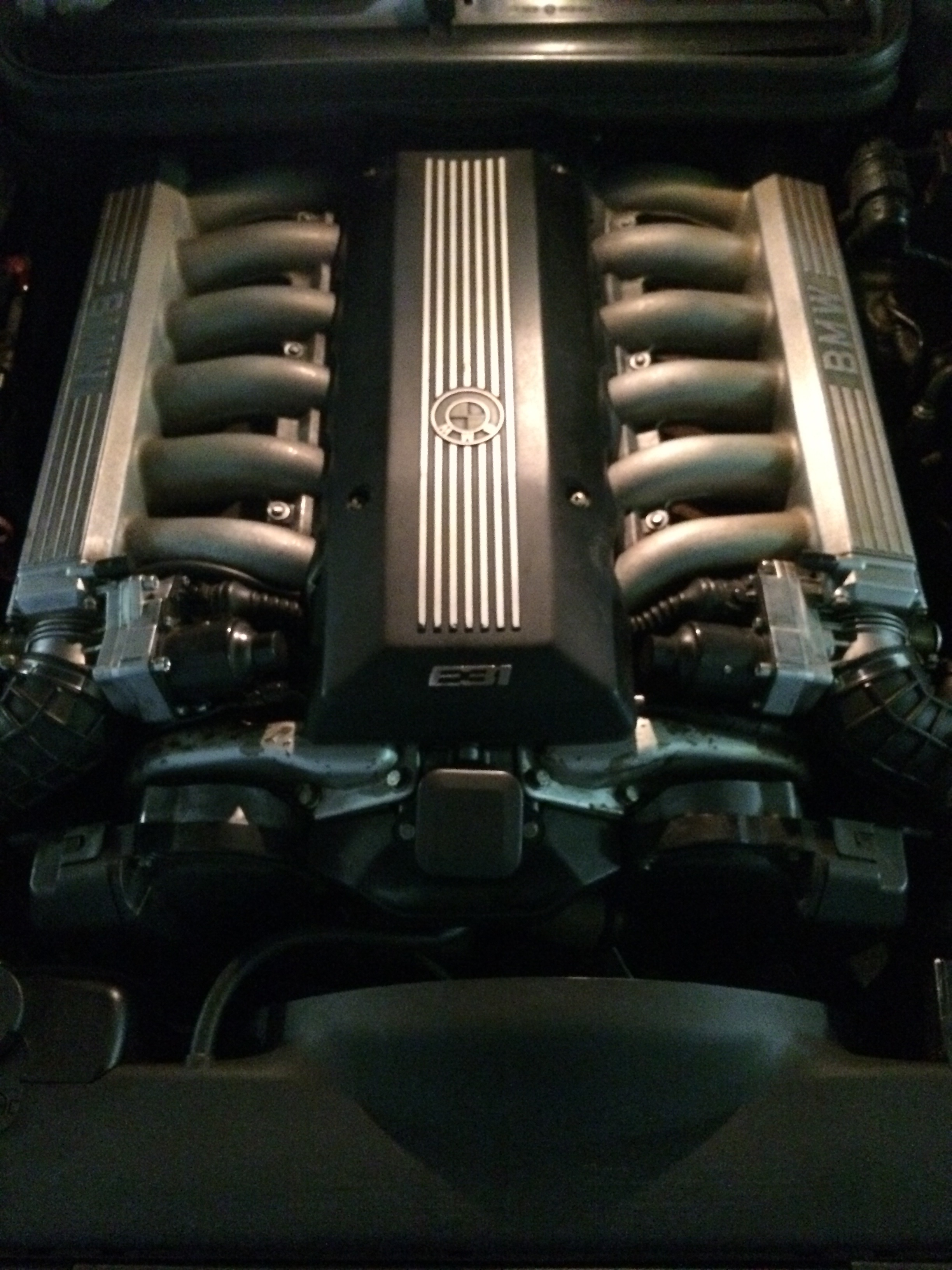
Motore M70B50 montato su una BMW 850i

Con la sigla BMW M70 (per esteso M70B50) si intende un motore a scoppio alimentato a benzina prodotto dal 1987 al 1994 dalla Casa automobilistica tedesca BMW.

## Caratteristiche
Questo motore è una delle pietre miliari nella produzione motoristica BMW, poiché segna l'esordio della Casa bavarese nel settore dei motori V12. Tale motore, con un angolo tra le bancate di 60°, monta due testate a due valvole per cilindro, con distribuzione ad un albero a camme in testa per bancata. L'alimentazione era ad iniezione elettronica multipoint Bosch Motronic. Le misure di alesaggio e corsa sono di 84x75 mm, per una cilindrata totale di 4988 cm³.

La sua potenza massima è di 299 CV a 5200 giri/min, mentre la coppia massima raggiungeva i 450 Nm a 4100 giri/min.

Tale motore è stato montato su:
- BMW 750i/750iL E32 (1987-94);
- BMW 850i/850Ci E31 (1989-94).